# Michael Lee (basket-ball)
 (décembre 2019).
Pour les articles homonymes, voir Michael Lee et Lee.
Michael Rahjoan Lee, né le 5 juin 1986 à Tallahassee en Floride, est un joueur américain de basket-ball.